# Émile P. Torres
Émile P. Torres (nome de batismo: Phil Torres) é natural dos Estados Unidos e atua na área acadêmica, especialmente em filosofia e história intelectual. Juntamente com a cientista da computação Timnit Gebru, Torres criou o neologismo "TESCREAL" para criticar o que eles consideram um conjunto de filosofias relacionadas: transumanismo, extropianismo, singularitarismo, cosmismo, racionalismo, altruísmo efetivo e longoprazismo.

## Início da vida e educação
Torres cresceu em Maryland em uma família cristã evangélica fundamentalista, mas posteriormente abandonou a religião e se converteu ao ateísmo. Seu interesse pela escatologia é atribuído à sua educação fundamentalista, que o expôs a discussões profundas sobre o arrebatamento.
Na sua carreira acadêmica, estudou na Universidade de Maryland, College Park, onde obteve o título de Bacharel em Ciências com honras em filosofia em 2007. Em 2009, concluiu um mestrado em neurociência na Universidade Brandeis. Paralelamente, de 2008 a 2009, recebeu distinção entre os alunos no departamento de filosofia da Universidade de Harvard. Em 2020, começou um doutorado em filosofia na Universidade Leibniz de Hannover.

## Carreira
Grande parte do trabalho de Torres se concentra no risco existencial, o estudo de potenciais eventos catastróficos que podem resultar na extinção humana. Elu também descreve um foco do seu trabalho como "ética existencial", que elu define como "questões sobre se seria certo ou errado provocar a nossa extinção se acontecesse" .  Elu também estuda a história das ideias humanas e pesquisa as histórias de alguns movimentos filosóficos contemporâneos.  
Em 2016, Torres publicou um livro intitulado The End: What Science and Religion Tell Us About the Apocalypse, que discute a escatologia religiosa e secular e descreve ameaças de tecnologias como armas nucleares, engenharia biológica, nanotecnologia e inteligência artificial . Em 2017, elu vai publicar outro livro, intitulado Morality, Foresight, and Human Flourishing: An Introduction to Existential Risks. Assim como seu primeiro livro, elu discute uma série de ameaças existenciais, mas também se aprofunda no que eles chamam de "risco de agência": os papéis de agentes externos no risco existencial. 
O jornal The Guardian relatou em 2023 que houve "relatos de Torres assediando o filósofo Peter Boghossian e a teórica cultural britânica Helen Pluckrose ". No mesmo artigo, Torres contestou esses relatos como sendo parte de uma campanha coordenada para minar as críticas de Torres às "visões radicais de extrema direita".  
Em 2023, Torres tornou-se pesquisadore de pós-doutorado no Centro Internacional de Ética e Excelência Inamori da Case Western Reserve University. Também em 2023, Routledge publicou Human Extinction: A History of the Science and Ethics of Annihilation, de Torres.  O livro postula que a ascensão do cristianismo, juntamente com o foco do cristianismo na salvação, removeu o tópico da extinção humana do discurso público.  Eles argumentam que as preocupações em torno da extinção humana ressurgiram em meio ao crescente secularismo. Embora Torres não queira, na prática, “ver ou promover” a extinção humana, elu afirma que não seria inerentemente mau se ocorresse sem violência, como acontece com o declínio das taxas de natalidade. 
Torres publicou artigos em meios de comunicação populares, incluindo The Washington Post e Current Affairs, e é um escritore colaborador do Salon e Truthdig .  
Torres dirige um grupo de leitura dedicado à “Ética da Extinção Humana”. 

### Transumanismo, longoprazismo e altruísmo eficaz
Durante a primeira década de sua carreira, Torres se identificou como um transumanista, um longoprazista e um altruísta eficaz . Antes de 2017, Torres contribuiu escrevendo para o Future of Life Institute, uma organização sem fins lucrativos focada em tecnologia e risco existencial. Depois de se voltar contra a organização e se opor ao tecno-otimismo com ideias como a necessidade de uma moratória no desenvolvimento da inteligência artificial, Torres diz que foi expulso e seus textos removidos do site. 
Torres mais tarde abandonou as comunidades longoprazistas, transumanistas e altruístas eficazes e tornou-se um crítique vocal. Torres afirma que o longoprazismo e as ideologias relacionadas derivam da eugenia e podem ser usadas para justificar o pensamento consequencialista perigoso. Juntamente com Timnit Gebru, Torres cunhou a sigla " TESCREAL " para se referir ao que eles veem como um grupo de filosofias relacionadas: transumanismo, extropianismo, singularitarismo, cosmismo, racionalismo, altruísmo eficaz e longoprazismo. Eles divulgaram o termo pela primeira vez em um artigo sobre inteligência artificial geral (IAG). Torres argumentou que uma corrida para o desenvolvimento da IAG produziria, em vez disso, sistemas que prejudicariam grupos marginalizados e concentrariam poder. 
Torres continuou a escrever extensivamente sobre as filosofias e sobre como elas se cruzam em relação à inteligência artificial. Elu e Gebru criticaram os adeptos dessas filosofias por tratarem a IAG como uma solução tecnológica para questões como as mudanças climáticas e o acesso à educação, ignorando outros fatores políticos, sociais ou económicos. Elus também expressaram preocupação com a sua crença de que o longo prazo é proeminente na indústria tecnológica. Torres também vai ser descrito como ume crítique do tecno-otimismo. Ozy Brennan, escrevendo na revista Asterisk, criticou a abordagem de Torres de agrupar diferentes filosofias como se fossem um movimento "monolítico". Eles argumentam que Torres interpretou mal essas diferentes filosofias e tirou os experimentos de pensamento filosófico do contexto. 
Torres também escreveu sobre inteligência artificial e defendeu maior foco nos danos da IA, incluindo roubo de propriedade intelectual, discriminação algorítmica e concentração de riqueza em empresas de tecnologia.  Elu também argumenta que é digno de nota que as mudanças climáticas não são uma das principais preocupações dos adeptos do longoprazismo. Embora o altruísmo eficaz e uma filosofia mais recente conhecida como aceleracionismo eficaz tenham sido descritos como lados opostos do argumento sobre como abordar o desenvolvimento da inteligência artificial, Torres opinou que os dois grupos são de fato muito semelhantes e caracterizou o conflito como uma "disputa familiar". “O que falta são todas as questões que os especialistas em ética da IA estão a colocar sobre o preconceito algorítmico, a discriminação, o impacto ambiental dos [sistemas de IA], e assim por diante”, disse Torres ao The Independent .
Andrew Anthony, escrevendo no The Observer , descreveu Torres como o “crítique mais veemente” do longoprazismo. 

## Vida pessoal
Torres é não-binário e usa pronomes elu/delu.

## Publicações selecionadas

### Livros
- The End: What Science and Religion Tell Us about the Apocalypse. Pitchstone Publishing. 16 de fevereiro de 2016.
- Morality, Foresight, and Human Flourishing: An Introduction to Existential Risks. Pitchstone Publishing. Outubro de 2017.
- Human Extinction: A History of the Science and Ethics of Annihilation. Routledge. 14 de julho de 2023.

### Artigos acadêmicos
GEBRU, Timnit; TORRES, Émile P. (1 de Abril 2024). "The TESCREAL bundle: Eugenics and the promise of utopia through artificial general intelligence". First Monday. 29 (4).